# Abteikirche St-Pierre-St-Paul (Caunes-Minervois)

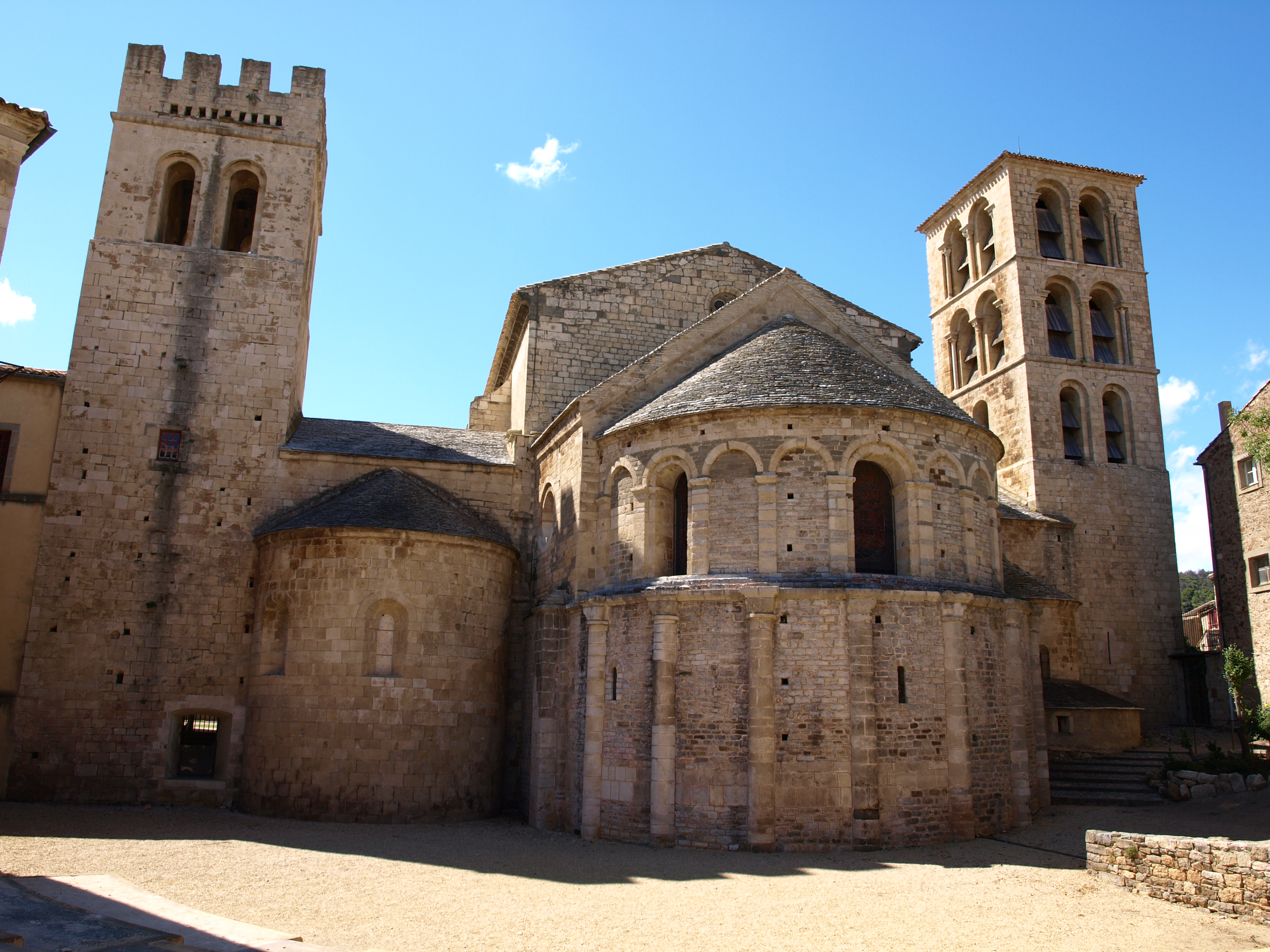
Abteikirche von Caunes-Minervois – Chorhaupt

Die ehemalige Abteikirche St-Pierre et Saint-Paul de Caunes-Minervois war Teil eines bedeutenden Benediktiner-Klosters im Süden Frankreichs. Im Jahre 1916 wurde die Abteikirche zum Monument historique erklärt; die Klostergebäude folgten im Jahr 1948.

## Lage
Die ehemalige Abteikirche liegt inmitten des Ortes Caunes-Minervois im Roussillon im Pays Cathare in der Region Okzitanien.

## Geschichte
Die Abtei wurde im Jahr 780 vom Mönch Anianus, einem Weggefährten von Benedikt von Aniane gegründet und um das Jahr 815 geweiht. Für das Jahr 982 existiert eine Nachricht von Gräber- und Reliquienfunden: Die Gebeine der – ansonsten eher unbekannten – Märtyrer Amandus, Lucius, Audaldus und Alexander wurden identifiziert und hier verehrt; alljährlich am 6. Juni findet auch heute noch eine Prozession zu Ehren der Heiligen statt. Der mittelalterliche Reliquienkult brachte Geld in die Kassen der Abtei, die unweit des südlichsten der französischen Pilgerwege (Via Tolosana) nach Santiago de Compostela lag, und so wurden um die Mitte des 12. Jahrhunderts die Abteigebäude erneuert.
In der Zeit des Albigenserkreuzzugs (1209–1229) empfing die Abtei mehrfach päpstliche Abgesandte. Durch die Konfiskation und Verteilung von Gütern der „Ketzer“ wurde die Abtei noch wohlhabender; doch mit dem wachsenden Wohlstand begann auch der Abstieg. Gegen Ende des 16. Jahrhunderts, in einer Zeit heftiger Auseinandersetzungen zwischen Katholiken und Protestanten (Hugenottenkriege), wurde – nach einer erfolgreichen Belagerung durch den Herzog Henri de Joyeuse – der Mauerring von Stadt und Abtei geschleift.
Im Jahre 1663 schloss sich die Abtei der Kongregation von St-Maur (Mauriner) an, die sich eine Reformierung des Klosterlebens zur Aufgabe gestellt hatte. In dieser Zeit wurden die mittelalterlichen Gebäude tiefgreifend überarbeitet – bestes Zeugnis dafür ist der heute noch existierende Kreuzgang (cloître) aus dem 17./18. Jahrhundert. In der Französischen Revolution wurde die Abtei aufgelöst und die wenigen verbliebenen Mönche vertrieben; die ehemalige Abteikirche wurde die Pfarrkirche des Orts.

## Architektur
Die heutige Kirche ist das Ergebnis von fortgesetzten Neubauten und baulichen Veränderungen – vom karolingischen Kirchenbau hat sich nichts erhalten und selbst die im Außenbau gut ablesbare romanische Bausubstanz ist in späterer Zeit wiederholt überarbeitet worden.

### Westfassade
Die Westfassade der ehemaligen Abteikirche ist vollkommen schmucklos und hat noch nicht mal einen Eingang. Man betrat die Kirche durch ein Portal und einen – nachträglich vorgesetzten – Portalvorbau auf der Nordseite. Das tympanonlose romanische Portal, dessen Säulen und Kapitelle arg verwittert sind, muss über einen langen Zeitraum Wind und Wetter ausgesetzt gewesen sein.

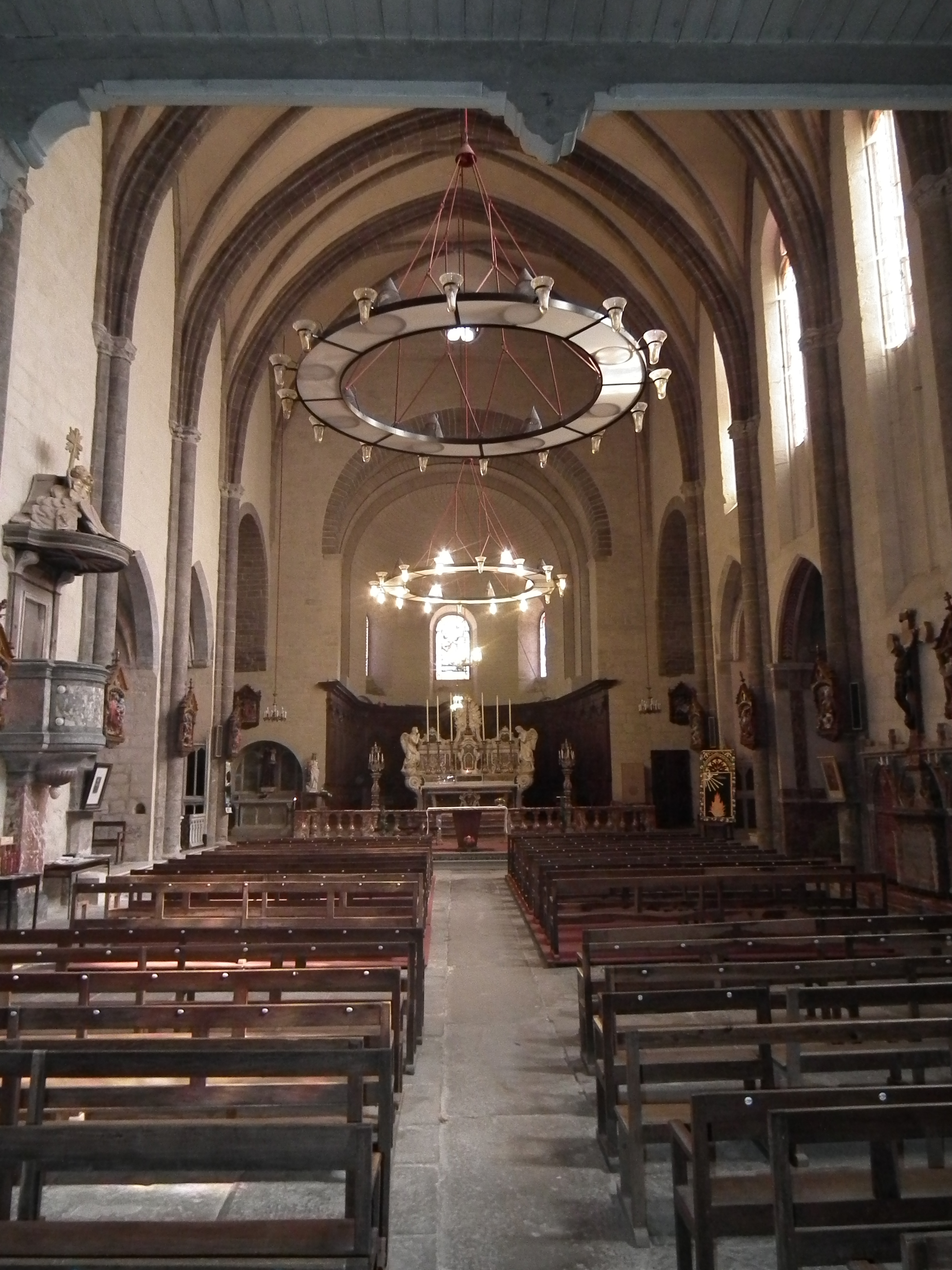
Abteikirche von Caunes-Minervois – nur die Südseite des Kirchenraums ist durch Fenster belichtet.

### Innenraum
Wie im Roussillon üblich, besteht der etwa 12 Meter breite Kirchenraum nur aus einem Schiff, welches sich unmittelbar vor dem Chor zu den beiden seitlichen Apsiden hin öffnet. An den Wänden befinden sich Halbsäulenvorlagen, die ein gotisches Rippengewölbe tragen. Dieses Gewölbe entspricht nicht dem ursprünglichen Zustand und so mussten die Außenwände des Langhauses erhöht werden, wie man von außen gut erkennen kann. Auch die großen, mit Maßwerk versehenen, Fenster auf der Südseite der Kirche sind nachträglich in die alte Bausubstanz eingefügt worden. Der ganze Kirchenraum ist heute mit barocken Ausstattungsgegenständen (Altar, Kanzel etc.) versehen.

### Krypta
Die Abteikirche von Caunes-Minervois hat als einzige Kirche im ehemaligen Katharergebiet eine einfache Krypta, in welcher die Reliquien der vier Ortsheiligen zu sehen sind.

### Kreuzgang
Nachrichten über das Aussehen des mittelalterlichen Kreuzgangs gibt es nicht. Der heutige Kreuzgang der Abtei mit seinen kargen und strengen Formen stammt aus dem 17./18. Jahrhundert und zeigt keinerlei skulpturalen Schmuck.

### Chorhaupt
Das Chorhaupt der Abteikirche gehört zu den imposantesten Leistungen der mittelalterlichen Architektur im Languedoc. Es besteht aus einer mittleren Hauptapsis, zwei kleineren seitlichen Apsiden und zwei Türmen, von denen der nördliche als Glockenturm dient, während der südliche mit einer Zinnenbrüstung abschließt und somit eine Funktion als Wachturm gehabt haben könnte. Die – um ein Vorchorjoch verlängerte – Mittelapsis ist in ihrem unteren Teil durch vorgesetzte Halbsäulen mit Kapitellen stabilisiert und gegliedert; der obere Teil stammt möglicherweise erst aus der zweiten Hälfte des 16. Jahrhunderts und ist optisch durch – auf Pilastern ruhende – Blendarkaden aufgelockert, von denen drei mit Fensteröffnungen versehen sind. Alle Apsiden, nicht jedoch das – während der Umbauarbeiten des 17./18. Jahrhunderts an den Seiten erhöhte – Dach der Kirche sind mit dünnen Steinplatten (lauzes) gedeckt, die früher in weiten Teilen Frankreichs häufig anzutreffen waren, mittlerweile aber wegen der hohen Handwerkerkosten immer seltener werden.

## Siehe auch

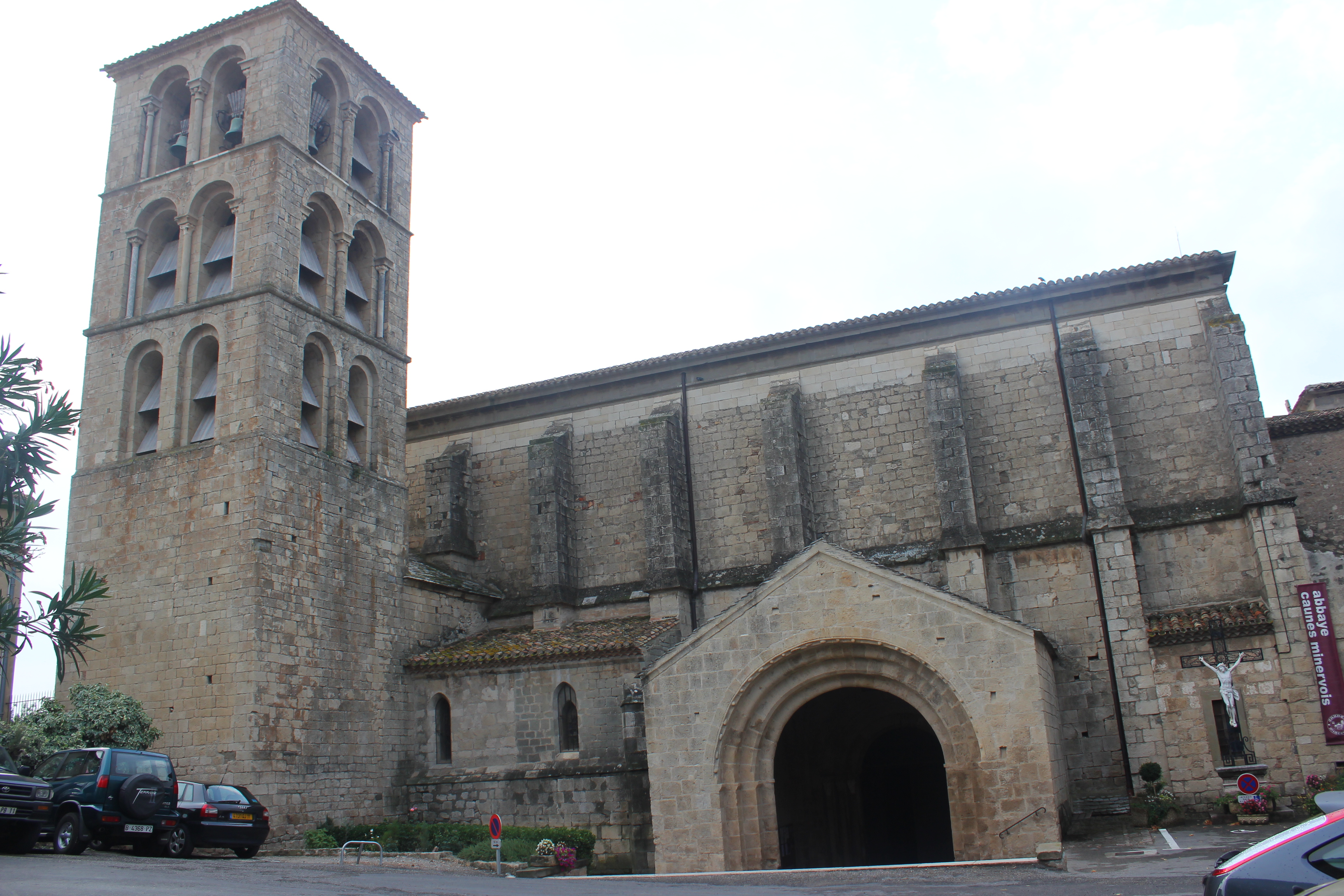
Caunes-Minervois, Nordseite der Abteikirche
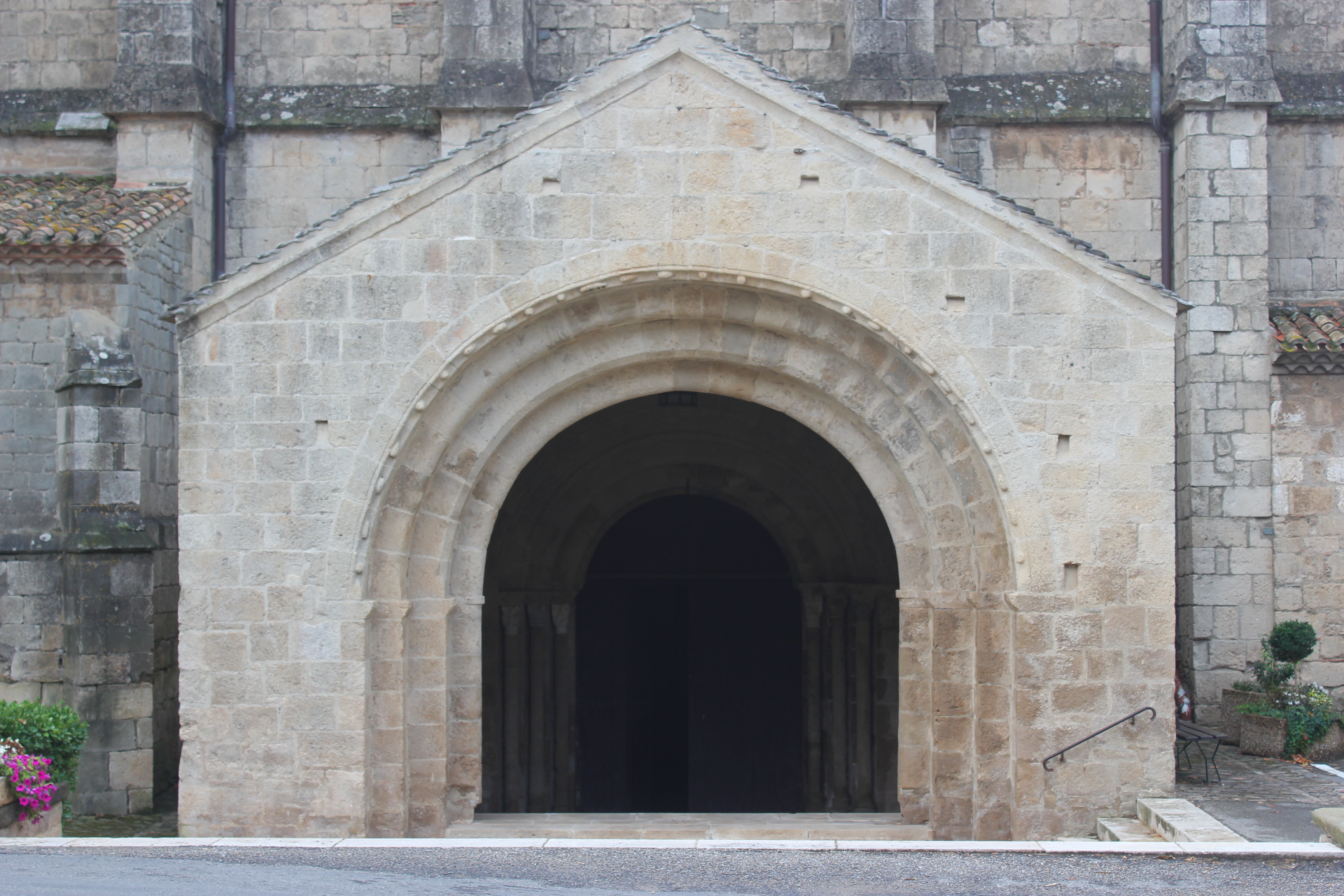
Caunes-Minervois, Abteikirche, Nordportal
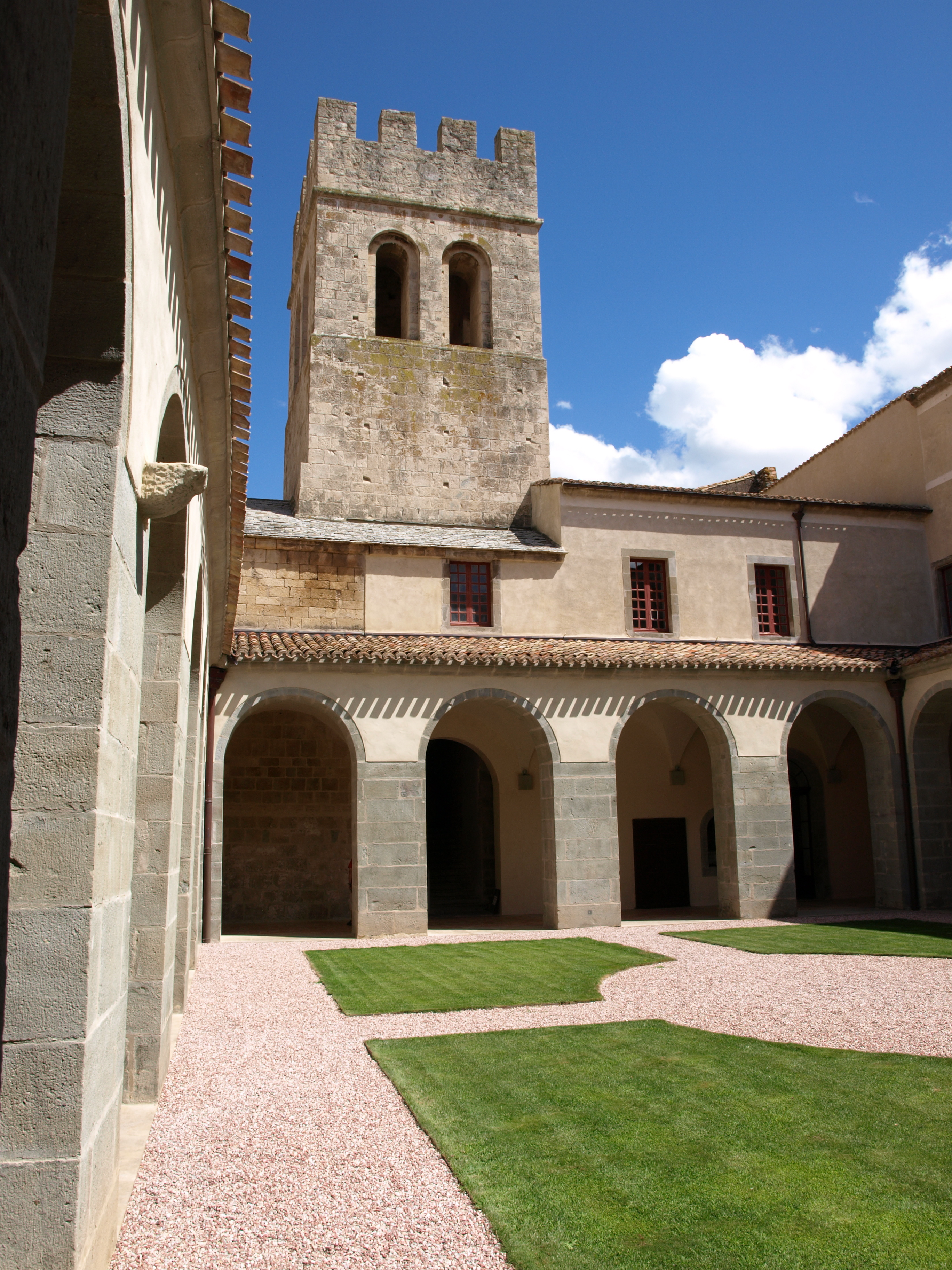
Caunes-Minervois, Abtei, Kreuzgang mit Südturm